# Abies veitchii
Abies veitchii (ялиця Віча, яп. シラビソ або яп. シラベ) — вид ялиць родини соснових. Джон Лінлі присвятив вид Джону Гулду Вічу, який вивчав рослинність Японії.

## Різновиди
- Abies veitchii var. sikokiana (Nakai) Kusaka
- Abies veitchii var. veitchii Lindley

## Поширення, екологія
Країна поширення: Японія (Хонсю, Сікоку). Живе у вологих ґрунтах, в холодних вологих гірських лісах на висоті 1500-2800 метрів. Це дуже тіньовитривалі дерева, коли молоді, але не довговічні.

## Морфологія
Це хвойне вічнозелене дерево росте швидкими темпами до 25–30 м заввишки. Кора гладка і світло-сіра, і має смоляні пухирі, характерні для багатьох ялин. Крона вузько конічна з горизонтальними гілками й запушеними пагонами. Пагони запушені коротким каштановим волоссям. Листки голчасті й плоскі, 1–3 см завдовжки і 2 мм шириною. Вони блискучі темно-зелені зверху з двома помітними блакитно-білими смугами знизу, верхівка зубчаста. Листя щільне. Шишки блакитно-фіолетові, коли молоді, пізніше коричневі, циліндричні, довжиною 4–7 см, шириною до 3 см. Цвіте в травні. Шишки дозрівають у вересні та жовтні. Насіння 7 мм довжиною, жовте, крила чорнуваті; 1000 штук насіння важить ≈ 30−40 грам.

## Використання
Дає деревину низького сорту, яка в основному використовується для виробництва паперової маси. Є популярним декоративним деревом в парках і садах, а також у колекціях, іноді вирощують для новорічних ялинок.

## Загрози та охорона
Ніяких конкретних загроз виявлено не було. Цей вид відомий з кількох охоронних територій.